# Nigerijské dopisy

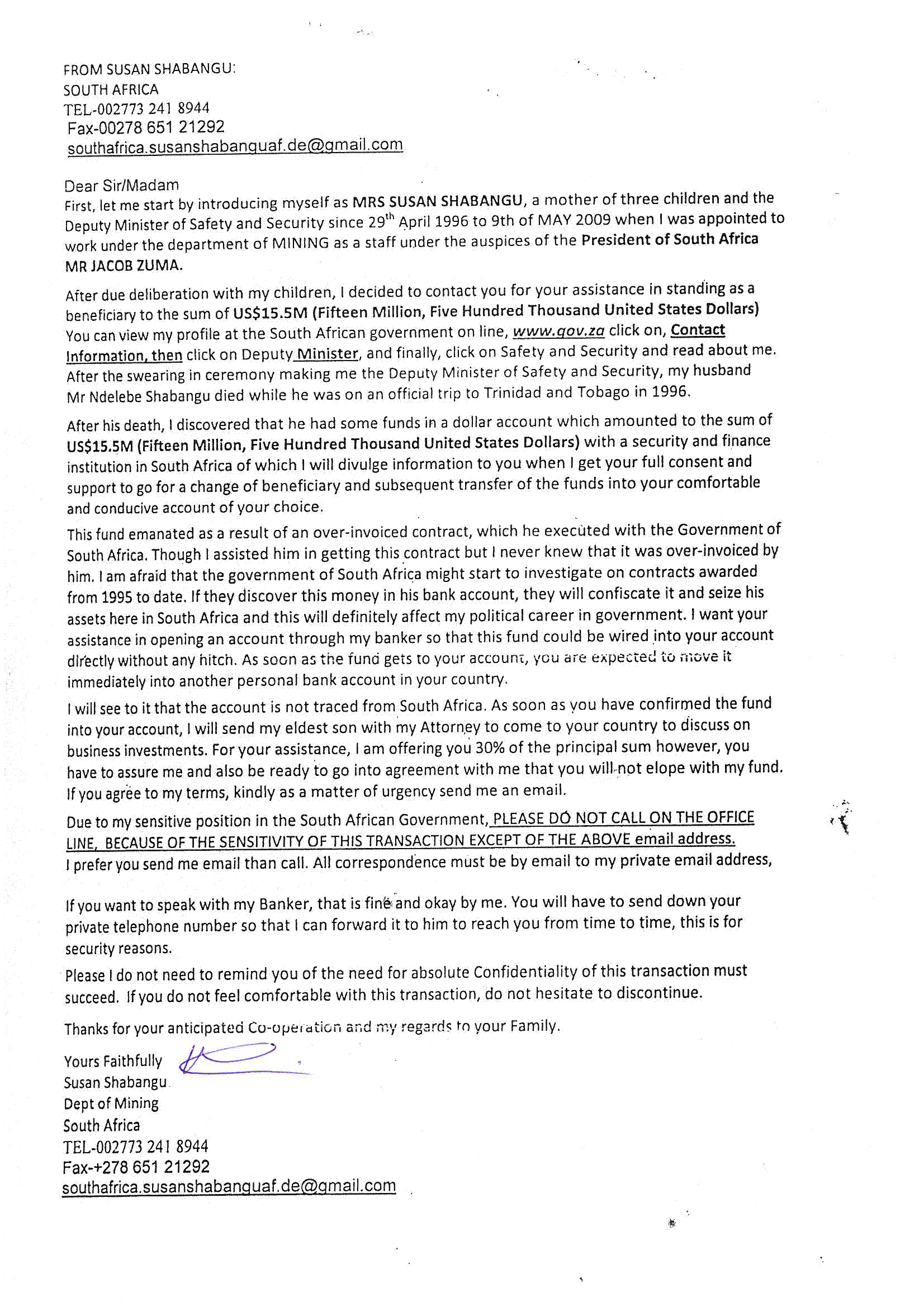

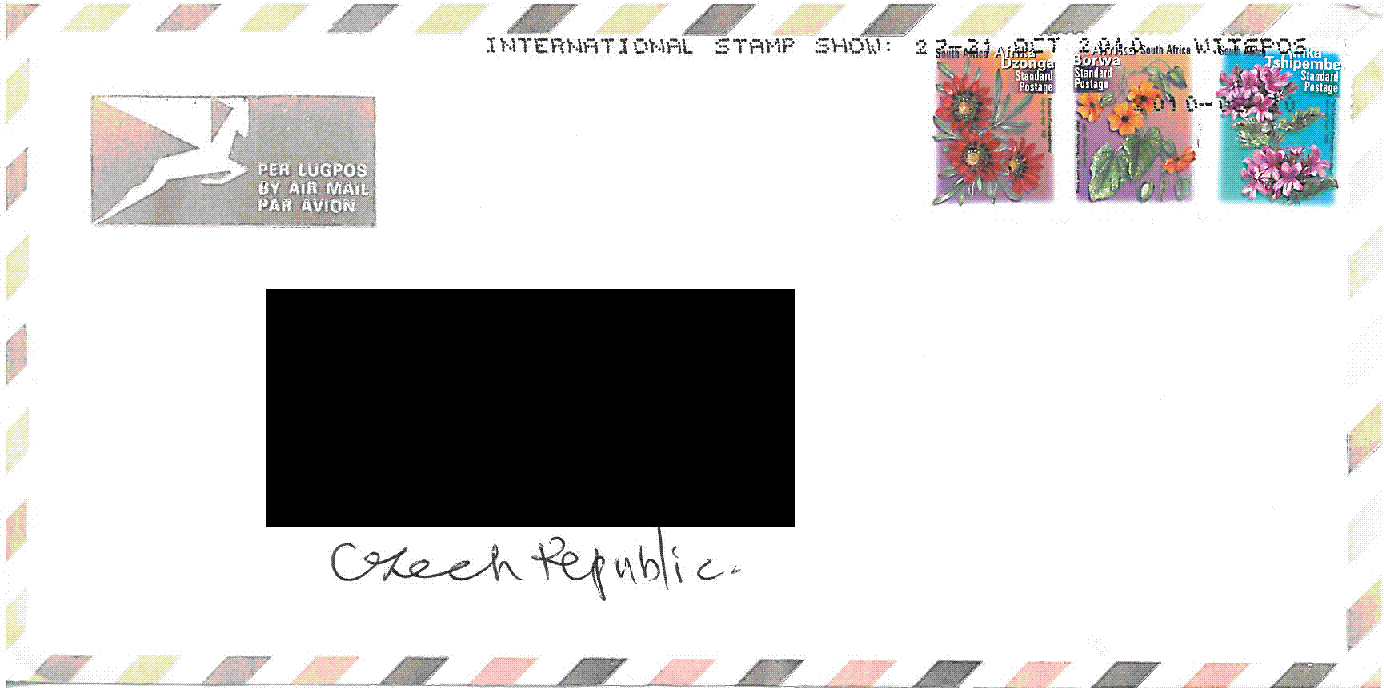

Nigerijské dopisy nebo Scam 419 jsou specifický druh podvodu, kdy se podvodník snaží vylákat ze své oběti peníze pod různorodými záminkami – veškerá komunikace však probíhá na dálku přes dopisy nebo e-maily a k přímému kontaktu mezi podvodníkem a obětí vůbec nedojde.
Tato forma podvodu se vyvinula z tzv. řetězových dopisů, které byly hojně šířeny zejména v 90. letech 20. století a obvykle v nich jejich pisatelé apelovali na citovou stránku člověka popsáním dojemného příběhu (například o těžce nemocných nebo umírajících afrických dětech) a končících žádostí o zaslání určitého finančního obnosu sloužícího ke zmírnění popisovaných útrap.
Doporučuje se na e-maily neodepisovat, ani negativně. Hrozí, že se adresa odesilatele objeví v jejich mailing listech a takových zpráv přijde ještě víc.
Samotní nigerijští podvodníci označují člověka, který na podvodný dopis naletěl, výrazem „mgbada“ nebo „mugu“.